# Tomás Garbizu Salaberria
Pour l’écrivaine espagnole, voir Jasone Salaberria Fuldain.
Tomás Garbizu Salaberria (né le 12 septembre 1901 à Lezo et mort à Saint-Sébastien le 27 novembre 1989) est un compositeur basque espagnol, le plus jeune et le dernier représentant du mouvement nationaliste musical basque.

## Carrière
Garbizu a reçu ses premières leçons de musique à Saint-Sébastien. Ses premiers maîtres furent José María Iraola et Beltrán Pagola, après quoi il étudia l'orgue à Madrid, puis à Paris où était son maître Charles Lebout.
Il a enseigné lui-même à la classe d'orgue du conservatoire de Saint-Sébastien à partir de 1954.

## Discographie
- Tomás Garbizu : la musique pour piano. Álvaro Cendoya (piano). Naxos Spanish Classics
- Garbizu : œuvres pour txistu et piano. Jose Ignacio Ansorena (Txistu et Tamboril), Alvaro Cendoya (piano) Naxos Spanish Classics
- Garbizu : collection de musique basque, vol.8 Missa Jean XIII. Ave Maria pour soprano et orchestre. Cinco Canciones Vascas pour soprano et orchestre. Olatz Saitua (soprano) Xavier de Maistre (harpe) Esteban Elizondo (orgue) Orfeon Donostiarra (chœurs) Basque National Orchestra, dir. Cristian Mandeal, Claves